# 後撰和歌集

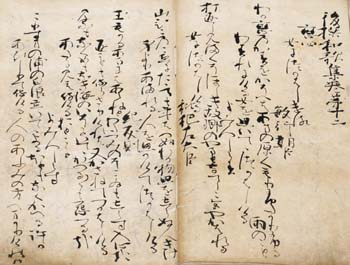
後撰和歌集 巻十二

『後撰和歌集』（ごせんわかしゅう）は、村上天皇の下命によって編纂された二番目の勅撰和歌集。950年代成立。体裁は『古今和歌集』に倣い、春（上・中・下）、夏、秋（上・中・下）、冬、恋（六巻）、雑（四巻）、離別（附　羇旅）、賀歌（附　哀傷）の20巻からなり、総歌数は1425首。離別歌と羇旅歌とを、賀歌と哀傷歌とを併せて収めた所が独特である。

## 成立
後撰和歌集には、古今和歌集のような序文が付されていないため、その成立年時は不明である。だが、天暦5年（951年）10月、宮中の昭陽舎（梨壺）に撰和歌所が置かれ、その寄人に任命された源順・大中臣能宣・清原元輔・坂上望城・紀時文（以上、梨壺の五人）が中心となって『万葉集』の訓詁と新たな勅撰集の編纂に当たり、藤原伊尹が別当となってそれを統括した旨、史書に見えるので、遅くとも天暦末年には奏覧されたと見られる。奥村恒哉は、作者名の表記の仕方から、天暦9年から天徳2年（958年）の間に成立したとする。また山口博は、天暦7年（953年）10月28日に太皇太后藤原穏子により昭陽舎で菊合が開かれており、穏子は翌年昭陽舎で没していることから、その頃には完成していたとしている。しかしいずれの説も定説とはなっていない。
また、序文がないことや詞書が物語的であること、部立てと配列の乱れ、歌の重出などから、後撰和歌集が「未定稿」であったとする説が古来からあり、藤原清輔や北村季吟、中山美石などが主張している。村瀬敏夫は、天徳4年（960年）9月23日に内裏の火災があり、その際に奏覧本（正式な本）が炎上したために、草稿本が流布し後世に伝来したのではないかとしている。

## 特色
前代の古今集と違うのは、撰者の歌がない点である。『古今集』撰進から40余年しか経っていないこともあり、紀貫之（81首）・伊勢（72首）・藤原兼輔（24首）ら、古今時代の歌人が再び主役を演じた。入集を果たした当代歌人の中で、上位は藤原師輔・同実頼・同敦忠などで、権門の作が多く採られているが、中務・右近ら当代の女流歌人の活躍も見られる。また、歌物語の影響を受けてか、詞書が長文化した。これについては上記のように「未定稿」であるため、物語的な詞書が残ったとする見解がある。宇多法皇や藤原時平、仲平と伊勢との間の贈答をはじめとする贈答歌など、貴人の日常生活に基づいた「褻（け）の歌」が多いのもこの集の特色である。